# Lembata
Lembata, anciennement Lomblen, est la plus grande des îles Solor dans les Petites îles de la Sonde en Indonésie. Administrativement, elle appartient au kabupaten de Lembata dans la province des Petites îles de la Sonde orientales.
L'île, située en mer de Savu, a une longueur de quelque 80 km du sud-ouest au nord-est et une largeur d'environ 30 km d'ouest en est. Elle culmine à 1 533 m.
À l'ouest se trouvent en particulier les îles de Solor et d'Adonara, ainsi que l'île plus grande de Florès. À l'est se trouvent les îles d'Alor et de Pantar, dont Lembata est séparée par le détroit du même nom. Au sud, de l'autre côté de la mer de Savu, s'étend l'île de Timor, et au nord, au-delà de la mer de Banda, Buton et les autres îles de Sulawesi du Sud-Est.
La principale ville de Lembata est Lewoleba ou Labala, située dans l'ouest de l'île, dans une grande baie qui fait face au volcan Ile Ape au nord. Lewoleba est le seul véritable port de Lembata, et est relié quotidiennement à Larantuka sur Florès, et Waiwerang sur Adonara. 
Comme le reste des Petites Îles de la Sonde et une grande partie de l'Indonésie, Lembata est volcaniquement active. L'île possède 3 volcans, l'Ililabalekan, l'Iliwerung et le Lewotolo.

## Histoire
Le Sud de Lembata formait autrefois la principauté de Labala.

## Culture
Lembata a sa propre tradition de tissage d'ikat. 
La langue parlée à Lembata  est le lamaholot, également parlé dans les autres îles Solor et dans l'est de Florès. Le nombre total de locuteurs est de 150 000. Elle appartient au sous-groupe dit « Florès-Lembata » de la branche malayo-polynésienne des langues austronésiennes. 
Sur la côte sud de Lembata, le village de Lamalera (2 500 habitants) est connu pour sa pratique de la chasse à la baleine traditionnelle. Lamalera et Lamakera sur l'île de Solor sont les deux dernières communautés vivant de la chasse à la baleine en Indonésie.

## Liens externes

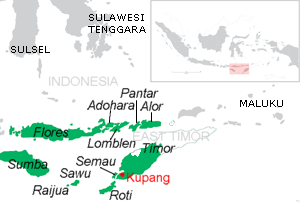
Carte des petites îles de la Sonde orientales, y compris Lembata (Lomblen)